# Scamandrio
Nella mitologia greca, Scamandrio (forma affettuosa derivante dal nome Scamandro, il fiume che bagnava la pianura di Troia) è il nome di due differenti personaggi citati nell'Iliade di Omero.
- Il figlio unigenito di Ettore e Andromaca, altrimenti noto come Astianatte («il difensore della città»), sebbene quest'ultimo nome, meno canonico, ha finito per sostituire quello ufficiale (Scamandrio per l'appunto, assegnatogli teneramente dal padre.)
- Un abile cacciatore troiano, figlio di Strofio e beniamino di Artemide, morto nei combattimenti in difesa della città.

## Il mito

### Scamandrio, guerriero troiano
Eccellente cacciatore, Scamandrio fu così chiamato dal padre in onore dell'omonimo fiume della Troade che percorreva la pianura su cui sorgeva Troia. Venne istruito alle tecniche di caccia dalla stessa Artemide, che lo educò di persona nel tendere l'arco contro le fiere e i cervi dei monti.
Partecipò come fante alla guerra di Troia, in cui non mostrò valore eguale alle sue doti di cacciatore. Di lui si parla nel libro V, dove è presentato in fuga di fronte ai nemici: Menelao, raggiuntolo, gli conficcò l'asta nella schiena, attraverso le spalle e il petto, e abbandonò poi il suo cadavere armato. Omero si dilunga nel compiangere la sorte del troiano, che né la dea Artemide, né le sue doti di cacciatore riuscirono a mutare.